# Scheifling
Scheifling är en ort och kommun i  distriktet Murau i förbundslandet Steiermark i Österrike. 
Kommunen fick sin nuvarande utbredning 1 januari 2015 när kommunen Sankt Lorenzen bei Scheifling blev en del av kommunen Scheifling. Den består av fem orter (Ortschaften) (inom parentes invånarantal 1 januari 2024):
- Feßnach (110)
- Lind bei Scheifling (534)
- Puchfeld (158)
- Sankt Lorenzen bei Scheifling (316)
- Scheifling (1 027)